# Vaxxed

Vaxxed: From Cover-Up to Catastrophe est un film conspirationniste américain sorti en 2016, réalisé par le controversé Andrew Wakefield, soutenant que les Centers for Disease Control and Prevention (CDC) ont couvert l'existence d'un lien entre le vaccin ROR et l'autisme, lien qui a été depuis infirmé par des recherches qui font consensus dans le monde scientifique.
La plupart des critiques, dont celles du New York Magazine et celle de Forbes, font valoir qu'il s'agit d'un documentaire conspirationniste de propagande anti-vaccin,,,.

## Auteur
Le film est réalisé par le militant anti-vaccins et ancien médecin Andrew Wakefield, qui est lui-même à l'origine de l'hypothèse selon laquelle le vaccin RR causerait l'autisme, bien que sa publication scientifique ait été par la suite réfutée pour fraude et falsification,. Le film se base notamment sur le témoignage d'un chercheur, William W. Thomson, présenté comme un lanceur d'alerte pour s'être désolidarisé d'une publication du CDC où, selon lui, des données portant sur un sous-échantillon de garçons afro-américains montreraient un risque accru d'autisme lié à la vaccination ROR. Le film Vaxxed s'appuie notamment sur ce témoignage pour soutenir la thèse que le CDC aurait manipulé et détruit des données sur le lien entre autisme et vaccin ROR, thèse à laquelle l'organisme a répondu.

## Projections
Supprimé de la programmation du Festival du film de Tribeca en 2016 en raison de protestations, entre autres, de la communauté scientifique,, Vaxxed devait être diffusé au parlement européen en février 2017, par la députée française Michèle Rivasi, mais les protestations des députés britanniques ont là aussi conduit à l'annulation de cette projection. Il a été discrètement projeté au festival de Cannes de 2017, et connaît une large diffusion aux États-Unis, en Europe, et en Chine.
En France, concomitamment à l'annonce en 2017 de l'augmentation du nombre de vaccins rendus obligatoires pour la petite enfance, Martine Ferguson-André, une militante d'Europe Écologie Les Verts, organise des projections de Vaxxed dans ce pays.

## Suite
En novembre 2019, une suite est diffusée confidentiellement aux États-Unis : Vaxxed II: The People's Truth. Co-produite par Robert Francis Kennedy Jr., soutien du mouvement anti-vaccination, elle met en scène des parents racontant leur expérience de vie avec un enfant autiste et d'autres rapportant que leurs enfants non-vaccinés n'ont jamais été malades. Andrew Wakefield y affirme son combat contre « Big pharma ».